# Agrîn
Agrîn est un prénom Kurde qui signifie la force et le feu, un nom très ancien Mésopotamien.

## Personnalités portant ce prénom
- Pour l'ensemble des articles sur les personnes portant ce prénom, consulter :
  - la liste des articles dont le titre commence par ce prénom
  - les listes produites par Wikidata : Liste des personnes de prénom « Agrîn » — même liste en incluant les éventuels prénoms composés qui contiennent « Agrîn ».